# Pipizella nigra
Pipizella nigra är en tvåvingeart som beskrevs av Simic 1987. Pipizella nigra ingår i släktet rotlusblomflugor, och familjen blomflugor. Inga underarter finns listade i Catalogue of Life.